# Dennis Elbers
Dennis Elbers is een beeldend kunstenaar, curator en organisator uit Breda.
Elbers studeerde in 2003 af aan de Academie voor Beeldende Kunsten Sint-Joost in Breda. Hij produceerde na zijn studie onder andere TEEK, een driedaags internationaal film- en animatiefestival, ontwikkelde kunstprojecten, waaronder het Klokkenbergproject. Hij trad bij verscheidene exposities op als curator.
Elbers  is onder andere directeur van Graphic Design Festival Breda, een tweejaarlijks festival over de communicatieve kracht van grafische ontwerp binnen onze beeldcultuur. Ook is hij initiatiefnemer en creatief directeur van KOP. Daarnaast is hij actief als kwartiermaker van Gebouw C, het nieuwe centrum voor beeldcultuur in Breda. Hij hielp ook bij de realisatie van de expositie van Studio Smack, genomineerde voor de BoArte Aanmoedigingsprijs (2010). Ook was hij bestuurslid van poppodium Mezz.
In 2010 won hij de Rabobank Cultuurprijs Breda. Verschillende projecten van Elbers waren te zien tijdens de Cultuurnacht Breda.
In januari 2011 werd hij curator van het Graphic Design Museum in Breda.